# 祝绪丹
祝緒丹（1992年4月15日—），黑龍江省齊齊哈爾市人，中國大陸女演員，畢業於中央戲劇學院表演系。

## 早年经历
祝緒丹於1992年出生於黑龍江齊齊哈爾，6歲開始學習舞蹈，初中後考入中央音樂學院附屬中學，畢業於中央戲劇學院，隨後因緣際會進入嘉行傳媒成為旗下藝人。本來從未想過要往演藝方面發展的祝緒丹，因為一次偶然的經歷，發現如果能當演員好像也不錯。祝緒丹18歲將高考那年，跟媽媽逛街時被當街請去拍了一個廣告。因為這次經歷，祝緒丹考學校時，媽媽建議她可以嘗試演藝方面專業。2011年，她曾擔任《米娜》雜誌模特，同年參加MISS米娜模特大賽獲得冠軍。2012年3月，在線上選秀節目《我為校花狂》第一季中代表北京體育大學進入前六名，隨後於2012年6月參加第52屆國際小姐中國大賽獲得八強。同年8月參加飛柔與騰訊合辦的奧運天使評選，獲得季軍。並於同年7月簽約成為樂視網旗下藝人。2013年，在杭州參加七度空間「尋找7公主」選拔賽獲得冠軍，且於第五屆中國校花大賽上表演孔雀舞。2014年，參加湖南衛視《星姐選舉》獲得亞軍與最佳體態獎。4年間參加8個選秀比賽。

## 演艺经历

### 2013年-2016年
- 2013年12月，首次主演迷你劇集《臥底前傳之姐妹篇》共三集，於片中飾演遭人綁架的小美。
- 2014年底至2015年，與周鐵男共演青島廣電出品的咖啡短劇，其中《晚安，陌生人》、《愛神之夜》雙雙獲得第二屆亞洲微電影藝術節金海棠獎。
- 2016年，在《寂寞空庭春欲晚》中飾演公主端敏；在《煮妇神探》中作為單元女主角出演了月份牌女郎秋水；1月5日，加入嘉行传媒。

### 2017年-2018年
- 2017年，在電視劇《三生三世十里桃花》中飾演反派角色“玄女”引起關注[6]；4月，主演青春劇《囧女翻身之嗨如花》中，飾演努力堅強的魯如花。這是祝緒丹首次擔綱女一號，她在拍摄週期短的情况下拍了大概400場戲，每天都是十幾個小時的工作量。導演蔡聰為了把祝緒丹身上刻苦的狀態逼出來，對她要求非常嚴格。后主演古裝玄幻劇《畫心師》，飾演飾演外冷內熱的岑歡，在劇中她幾乎每一集都有武打戲，除了非常危險的，基本上她都是親身上陣[7]。同年10月，在偶像劇《一千零一夜》中，她飾演高冷的周心妍。
- 2018年，祝緒丹出演的《谈判官》在湖南衛視黃金檔播出，她在劇中飾演孤身在上海打拼的小白兔商碧晨。

### 2019年至今
- 2019年，在新版金庸電視劇《倚天屠龍記》中飾演女主角之一的周芷若[8]。祝緒丹演此角前特意沒有再去回顧之前的版本，「我不想給自己太多的設定，我想按自己的理解去演，但是小的時候也看過之前的版本，肯定對某些地方是有一些印象的。」[9]。主演《一身孤注擲溫柔》，飾演外柔內剛的女大學生顧婉凝[10]。主演《心宅獵人》，飾演一位具有雙重人格的軍閥大小姐元慕青。[11]
- 2021年在領銜主演的古裝奇幻劇《遇龍》中一人分飾四角，此劇改編自橙光遊戲《遇龍》，騰訊視頻首播。
- 2024年，3月13日，主演的古裝玄幻劇《烈焰》播出，在劇中飾演伍賡的師父阿嵐；5月23日，特別出演的古裝跨愛結緣劇《狐妖小红娘月红篇》播出，在劇中飾演御妖國公主布泰；8月30日，主演的古裝玄幻愛情劇《流光引》播出，在劇中飾演韓紫晴；11月1日，主演的穿書系統冒險劇《永夜星河》播出，在劇中飾演男主角慕聲的姐姐慕瑤，被觀眾稱為「最好的姐」、「正的發邪」，劇裡劇外「竹林四俠」的溫馨、真誠互動成為話題。
- 2025年，1月4日參加騰訊視頻主辦的「星光大賞」頒獎典禮，獲得「年度潛力電視劇演員」榮譽。1月13日，主演的古装甜爽探案剧《了不起的曹萱萱》播出；1月22日，参加《中央广播电视总台2025网络春晚》，与陈瑶、任敏、哈尼克孜表演《春日花招》；1月23日，参加的《2025湖南卫视芒果TV春节联欢晚会》播出，与伯远、蒋敦豪、苏妙玲表演《春·禧》；1月24日，参加《和合之家——2025中国网络视听年度盛典》，表演节目《寄明月》；3月21日，参加的综艺《乘风2025》播出；4月18日，参加的综艺节目《一见你就笑》播出；6月7日，《乘风2025》迎来年度席位总决选，祝绪丹获得乘风2025“年度乘风席位” ；6月23日，发文官宣离开嘉行传媒[12]；6月26日，主演的穿书流强制爱古装轻喜剧《书卷一梦》播出，饰演宋一汀。

## 个人生活

### 圈内好友
楊冪
祝緒丹中戲畢業後就簽了公司，半年後她出演了《三生三世十里桃花》，劇中飾演玄女是楊冪所飾白淺一角的表妹。祝緒丹表示出演這個角色，當時覺得幸運但很有壓力，這個角色很有挑戰性，而且還有很多跟老闆（楊冪）的對手戲。雖然楊冪是祝緒丹的老闆，但剛進組的時候兩個人並不熟，直至經常一起在車上吃飯，漸漸熟悉起來。
曹曦月
因拍攝《倚天屠龍記》與飾演殷離的曹曦月相識，經常在各自的微博上互動，休息時會一起出去玩，感情很好。

## 影视作品

### 電視劇
| 首播年份 | 劇名             | 角色                      | 備註               |
| -------- | ---------------- | ------------------------- | ------------------ |
| 2013年   | 臥底前傳之姐妹篇 | 小美                      | 迷你劇集           |
| 2015年   | 極品女士4        | 美女                      | 網路劇             |
| 2015年   | 靈魂擺渡2        | 小魚                      | 網路劇             |
| 2016年   | 煮婦神探         | 秋水                      |                    |
| 2016年   | 寂寞空庭春欲晚   | 端敏公主                  |                    |
| 2016年   | 英雄訣           | 章犀犀                    |                    |
| 2017年   | 三生三世十里桃花 | 玄女                      |                    |
| 2017年   | 囧女翻身之嗨如花 | 魯如花                    | 網路劇             |
| 2017年   | 畫心師           | 岑歡                      | 網路劇             |
| 2018年   | 談判官           | 商碧晨                    |                    |
| 2018年   | 一千零一夜       | 周心妍                    |                    |
| 2019年   | 倚天屠龍記       | 周芷若                    |                    |
| 2020年   | 心宅獵人         | 元慕青                    | 網路劇             |
| 2021年   | 遇龙             | 流萤/阮阿瑜/封尘月/顾轻烟 | 網路劇             |
| 2021年   | 程序員那麼可爱   | 陸漓                      | 網路劇             |
| 2024年   | 烈焰             | 阿嵐                      | 網路劇             |
| 2024年   | 狐妖小红娘月红篇 | 布泰                      | 網路劇             |
| 2024年   | 流光引           | 韓紫晴                    | 網路劇             |
| 2024年   | 永夜星河         | 慕瑤                      | 網路劇             |
| 2025年   | 了不起的曹萱萱   | 周娜/曹萱萱               | 網路劇             |
| 2025年   | 书卷一梦         | 宋一汀                    | 網路劇             |
| 待播     | 初戀愛           | 溫靜                      | 網路劇，2017年拍攝 |
| 待播     | 長風破浪         | 顧婉凝                    | 2018年拍攝         |
| 待播     | 遮天             | 姬紫月                    |                    |
| 待播     | 最爱的你         |                           | 客串，網路劇       |

### 微電影
| 首映年份 | 電影           | 角色   | 備註     |
| -------- | -------------- | ------ | -------- |
| 2014年   | 龍潭夢         | 公靈兒 |          |
| 2014年   | 晚安，陌生人   | 她     | 咖啡短劇 |
| 2015年   | 愛神之夜       | 珠珠   | 咖啡短劇 |
| 2015年   | 同學會         | 石海天 | 咖啡短劇 |
| 2015年   | 馬旦兒的青春期 | 蕭蕭   | 咖啡短劇 |
| 2015年   | 會議終結者     | 姚曉曦 | 咖啡短劇 |

## 奖项与提名
| 颁奖日期   | 颁奖典礼                | 奖项               | 入围作品 | 结果 | 来源 |
| ---------- | ----------------------- | ------------------ | -------- | ---- | ---- |
| 2015-03-28 | 金票根影迷嘉年華        | 影迷代表冠军       |          | 獲獎 |      |
| 2018-01-02 | 2017國劇盛典            | 年度媒體推薦演員   |          | 獲獎 |      |
| 2019-12-22 | 第4屆金骨朵網絡影視盛典 | 年度飛躍女演員     |          | 獲獎 |      |
| 2019-12-28 | 2019騰訊視頻星光大賞    | 年度潛力電視劇演員 |          | 獲獎 |      |
| 2020-12-20 | 2020騰訊視頻星光大賞    | 年度潛力電視劇演員 |          | 獲獎 |      |
| 2025-01-04 | 2024騰訊視頻星光大賞    | 年度潛力電視劇演員 |          | 獲獎 |      |

| 颁奖日期   | 奖项                                           | 结果 | 来源 |
| ---------- | ---------------------------------------------- | ---- | ---- |
| 2011-07-02 | 尋找Miss米娜模特選拔賽總決賽（冠軍）           | 獲獎 |      |
| 2012-03-11 | 《我為校花狂》第一季總決賽（六強）             | 獲獎 |      |
| 2012-06-27 | 第52屆國際小姐中國大賽網絡賽區總決賽（八強）   | 獲獎 |      |
| 2012-07-23 | “超級粉絲奧運天使”選拔賽（季軍）               | 獲獎 |      |
| 2013-08-17 | “尋找7公主”活動決賽（冠軍）                    | 獲獎 |      |
| 2014-08-31 | 第14屆星姐選舉（亞軍）                         | 獲獎 |      |
| 2018-08-24 | InStyle年度偶像盛典“年度新生代偶像大獎”        | 獲獎 |      |
| 2019-12-17 | 2019鳳凰網時尚之選頒獎盛典“網友票選最愛女明星” | 獲獎 |      |

## 外部連結
- 祝绪丹的Instagram帳戶
- 祝绪丹的新浪微博
- 祝緒丹的小紅書
- 祝緒丹 （页面存档备份，存于）的抖音
- 祝緒丹 （页面存档备份，存于）的一直播
- 祝绪丹在豆瓣上的资料（简体中文）
- 祝绪丹在时光网上的簡介（简体中文）
- 嘉行傳媒上祝绪丹的簡介 （页面存档备份，存于）